# Luccio in salsa
Il luccio in salsa è un piatto di pesce preparato a base di luccio, tipico della cucina mantovana.
Il luccio in salsa di Marmirolo e il luccio in salsa di Rivalta sul Mincio hanno acquisito lo stato di "De.C.O." (Denominazione comunale d'origine).

## Ricetta[4][5]
La sua preparazione consiste nel lessare il luccio in acqua con sedano, aglio, cipolla, alloro e mezzo bicchiere di aceto. Terminata la cottura, il pesce viene spolpato, sistemato in un piatto e lasciato raffreddare. Quindi viene versato sul luccio un condimento preparato a caldo con capperi, prezzemolo, aglio e acciughe (senza sale). Il piatto viene conservato in frigorifero e servito il giorno dopo con fette di polenta abbrustolita.